# Agnese di Württemberg
Agnese di Württemberg, nota anche con lo pseudonimo di Angela Hohenstein (in tedesco Herzogin Pauline Louise Agnes von Württemberg; Carlsruhe, 13 ottobre 1835 – 10 giugno 1886), è stata una scrittrice e aristocratica tedesca.

## Biografia
Nacque a Carlsruhe in Slesia (oggi Pokój, in Polonia) come la figlia più giovane del duca Eugenio di Württemberg (1788-1857), (figlio del duca Eugenio Federico di Württemberg, e di sua moglie la principessa Luisa di Stolberg-Gedern) e della sua seconda moglie la principessa Elena di Hohenlohe-Langenburg (1807-1880), (figlia di Carlo Luigi, principe di Hohenlohe-Langenburg e la contessa Amalia di Solms-Baruth). Agnese aveva tre fratellastri nati dal precedente matrimonio del padre con la principessa Matilde di Waldeck e Pyrmont.

## Matrimonio
Il 6 febbraio 1858, sposò il principe Enrico XIV di Reuss-Gera, la coppia ebbe due figli:
- Enrico XXVII, principe Reuss (10 novembre 1858 - 21 novembre 1928), sposò nel 1884 la principessa Elisa di Hohenlohe-Langenburg, ebbero figli.
- Principessa Elisabetta di Reuss (27 ottobre 1859-23 febbraio 1951), sposò nel 1887 il principe Ermanno di Solms-Braunfels, ebbero figli.

## Morte
Morì il 10 giugno 1886. Venne sepolta nella cripta della Casa regnante a Schleiz.

## Ascendenza
|                                          |                                           |                                         | Genitori                                  |  |  | Nonni |  |  | Bisnonni                           |  |  | Trisnonni                         |  |
|                                          |                                           |                                         |                                           |  |  |       |  |  | Federico II Eugenio di Württemberg |  |  | Carlo I Alessandro di Württemberg |  |
|                                          |                                           |                                         |                                           |  |  |       |  |  | Federico II Eugenio di Württemberg |  |  | Carlo I Alessandro di Württemberg |  |
|                                          |                                           | Maria Augusta di Thurn und Taxis        |                                           |  |  |       |  |  | Federico II Eugenio di Württemberg |  |  |                                   |  |
| Eugenio Federico di Württemberg          |                                           |                                         |                                           |  |  |       |  |  | Federico II Eugenio di Württemberg |  |  |                                   |  |
|                                          |                                           | Federica Dorotea di Brandeburgo-Schwedt | Federico Guglielmo di Brandeburgo-Schwedt |  |  |       |  |  |                                    |  |  |                                   |  |
|                                          |                                           | Federica Dorotea di Brandeburgo-Schwedt | Federico Guglielmo di Brandeburgo-Schwedt |  |  |       |  |  |                                    |  |  |                                   |  |
|                                          |                                           | Federica Dorotea di Brandeburgo-Schwedt | Sofia Dorotea di Prussia                  |  |  |       |  |  |                                    |  |  |                                   |  |
| Eugenio di Württemberg                   |                                           | Federica Dorotea di Brandeburgo-Schwedt |                                           |  |  |       |  |  |                                    |  |  |                                   |  |
|                                          |                                           | Cristiano Carlo di Stolberg-Gedern      | Federico Carlo di Stolberg-Gedern         |  |  |       |  |  |                                    |  |  |                                   |  |
|                                          |                                           | Cristiano Carlo di Stolberg-Gedern      | Federico Carlo di Stolberg-Gedern         |  |  |       |  |  |                                    |  |  |                                   |  |
|                                          |                                           | Cristiano Carlo di Stolberg-Gedern      | Luisa di Nassau-Saarbrücken               |  |  |       |  |  |                                    |  |  |                                   |  |
| Luisa di Stolberg-Gedern                 |                                           | Cristiano Carlo di Stolberg-Gedern      |                                           |  |  |       |  |  |                                    |  |  |                                   |  |
|                                          |                                           | Eleanora di Reuss-Lobenstein            | Enrico II di Reuss-Lobenstein             |  |  |       |  |  |                                    |  |  |                                   |  |
|                                          |                                           | Eleanora di Reuss-Lobenstein            | Enrico II di Reuss-Lobenstein             |  |  |       |  |  |                                    |  |  |                                   |  |
|                                          |                                           | Eleanora di Reuss-Lobenstein            | Giuliana Dorotea Carlotta di Hochberg     |  |  |       |  |  |                                    |  |  |                                   |  |
| Agnese di Württemberg                    |                                           | Eleanora di Reuss-Lobenstein            |                                           |  |  |       |  |  |                                    |  |  |                                   |  |
|                                          | Cristiano Alberto di Hohenlohe-Langenburg | Luigi di Hohenlohe-Langenburg           |                                           |  |  |       |  |  |                                    |  |  |                                   |  |
|                                          | Cristiano Alberto di Hohenlohe-Langenburg | Luigi di Hohenlohe-Langenburg           |                                           |  |  |       |  |  |                                    |  |  |                                   |  |
|                                          | Cristiano Alberto di Hohenlohe-Langenburg | Eleonora di Nassau-Saarbrücken          |                                           |  |  |       |  |  |                                    |  |  |                                   |  |
| Carlo Ludovico I di Hohenlohe-Langenburg | Cristiano Alberto di Hohenlohe-Langenburg |                                         |                                           |  |  |       |  |  |                                    |  |  |                                   |  |
|                                          |                                           | Carolina di Stolberg-Gedern             | Federico Carlo di Stolberg-Gedern         |  |  |       |  |  |                                    |  |  |                                   |  |
|                                          |                                           | Carolina di Stolberg-Gedern             | Federico Carlo di Stolberg-Gedern         |  |  |       |  |  |                                    |  |  |                                   |  |
|                                          |                                           | Carolina di Stolberg-Gedern             | Luisa di Nassau-Saarbrücken               |  |  |       |  |  |                                    |  |  |                                   |  |
| Elena di Hohenlohe-Langenburg            |                                           | Carolina di Stolberg-Gedern             |                                           |  |  |       |  |  |                                    |  |  |                                   |  |
|                                          |                                           | Giovanni Cristiano II di Solms-Baruth   | Giovanni Carlo di Solms-Baruth            |  |  |       |  |  |                                    |  |  |                                   |  |
|                                          |                                           | Giovanni Cristiano II di Solms-Baruth   | Giovanni Carlo di Solms-Baruth            |  |  |       |  |  |                                    |  |  |                                   |  |
|                                          |                                           | Giovanni Cristiano II di Solms-Baruth   | Luisa di Lippe-Biesterfeld                |  |  |       |  |  |                                    |  |  |                                   |  |
| Amalia Enrichetta di Solms-Baruth        |                                           | Giovanni Cristiano II di Solms-Baruth   |                                           |  |  |       |  |  |                                    |  |  |                                   |  |
|                                          |                                           | Federica di Reuss-Köstritz              | Enrico VI di Reuss-Köstritz               |  |  |       |  |  |                                    |  |  |                                   |  |
|                                          |                                           | Federica di Reuss-Köstritz              | Enrico VI di Reuss-Köstritz               |  |  |       |  |  |                                    |  |  |                                   |  |
|                                          |                                           | Federica di Reuss-Köstritz              | Henrica Casado de Monteleone              |  |  |       |  |  |                                    |  |  |                                   |  |
|                                          |                                           | Federica di Reuss-Köstritz              |                                           |  |  |       |  |  |                                    |  |  |                                   |  |